# ضابي (بعدان)
ضابي هي إحدى قرى عزلة ضابي بمديرية بعدان التابعة لمحافظة إب، بلغ تعداد سكانها 540 نسمة حسب تعداد اليمن لعام 2004.